# گروه اتکمنت
گروه اتکمنت (انگلیسی: The Attachmate Group) شرکت نرم‌افزار آمریکایی است، که در سال ۲۰۱۴ تأسیس شد.